# Sphingicampa phaedima
Sphingicampa phaedima är en fjärilsart som beskrevs av Dyar 1925. Sphingicampa phaedima ingår i släktet Sphingicampa och familjen påfågelsspinnare. Inga underarter finns listade i Catalogue of Life.